# Сукин, Николай Тимофеевич
Николай Тимофеевич Сукин (23 ноября (5 декабря) 1878, Оренбургская губерния — 26 ноября 1937, Алма-Ата) — генерал-лейтенант, командующий VI Уральским армейским корпусом (1919). В феврале 1919 года, на войсковом круге Оренбургского казачьего войска, вступил в заочный конфликт с атаманом Дутовым — в результате был лишён звания казака. Вернулся в СССР после Гражданской войны и стал преподавателем военных дисциплин; был расстрелян в 1937 году.

## Биография

### Ранние годы. Карьера
Николай Сукин родился 23 ноября (5 декабря) 1878 года в станице Буранная первого военного отдела Оренбургского казачьего войска в дворянской семье есаула Тимофея Петровича Сукина (род. 1858). Николай окончил Оренбургский Неплюевский кадетский корпус, где учился вместе с будущим атаманом А. И. Дутовым, а затем — поступил в столичное Михайловское артиллерийское училище, из которого выпустился в 1899 году по первому разряду. В мае 1908 году он также, по первому разряду, окончил обучение в Николаевской академии Генерального штаба.
31 августа (12 сентября) 1887 года Николай Сукин приступил к военной службе в Русской императорской армии. В 1899 году он получил чин хорунжего (со старшинством с 1898), затем, в 1902, стал сотником, а в 1906 — подъесаулом. С мая 1908 года Сукин имел звания капитана (есаула), а до войскового старшина он дослужился уже после начала Первой мировой войны, 6 (19) декабря 1914. Через год он стал полковником, причём со старшинством с 1914 года. Звание генерал-майора досталось Сукину уже в период Гражданской войны — в 1918 году; завершил он свою военную карьеру в Белой армии в чине генерал-лейтенанта (1920).

### 1917. Конфликт с Дутовым
5 (18) августа 1917 года Николай Тимофеевич был назначен командиром Оренбургского 9-го казачьего полка, а уже в декабре он был переведеён на аналогичную должность в Оренбургский 5-й казачий полк. В период с июля 1918 по январь 1919 он являлся начальником штаба отдельного Уральского армейского корпуса (корпус был переименован в III Уральской).
В январе 1919 года Сукин получил пост командующего VI Уральского армейского корпуса, который он занимал до конца мая. В феврале 1919 года на войсковом круге Оренбургского казачьего войска он подал записку с резкой критикой войскового атамана Дутова — в результате, был лишен звания казака «за грубую клевету».

Первоначально одноклассники Дутов и Сукин дружили: Сукин даже являлся крестным отцом дочери Дутова. Но затем их отношения явно испортились. По предположению генерала С. А. Щепихина, подтверждённому полковником М. Ф. Воротововым, Сукин постоянно интриговал против Дутова: 
...эти два оренбургских медведя давно не поладили. Дутов, видя в умном, но тяжеловатом на подъём Сукине своего конкурента [на выборах атамана], подверг его полк... расформированию, а самого Сукина остракизму. Более полугода обиженный Сукин таил в себе месть...
Вместе со своим корпусом Сукин принимал участие в весеннем наступлении к Волге в 1919 году. После разгрома своих частей, с лета он находился в распоряжении начальника штаба Главкома А. В. Колчака, а затем — в резерве чинов управления. Стал участником Великого Сибирского ледяного похода — до середины февраля 1920 возглавлял Северную колонну 2-й армии.

### Эмиграция и возвращение. Расстрел
С лета 1920 года Николай Тимофеевич занимал пост начальника штаба Главнокомандующего всеми вооруженными силами Российской восточной окраины Г. М. Семёнова. Позже он оказался в эмиграции, проживал в Китае (Мукден), где работал железнодорожным агентом на КВЖД. В 1933 (или 1922) году Николай Сукин, вместе с братом Александром, откликнулся на призыв советского руководства, обращённого к бывшим офицерам, служить в РККА. Выехал в Советскую Россию, где стал преподавателем военных дисциплин (на 1937 год).
Существует версия, что Николай Тимофеевич был завербован в Китае в 1924 году советской военной разведкой и вернулся в СССР уже в 1925 — был принят на службу в Разведуправление РККА. Проживая в Алма-Ате, Сукин был арестован управлением государственной безопасности НКВД Казахской ССР 21 (или 23) апреля 1937 года. Он был осуждён 26 ноября Особым совещанием при НКВД СССР по обвинению по статье 58-1а УК РСФСР и приговорён к расстрелу; приговор был приведён в исполнение в тот же день. Николай Сукин был реабилитирован 30 декабря 1989 года Военный прокуратурой Туркестанского военного округа на основании указа Президиума Верховного Совета СССР от 16 января.

## Награды
- Орден Святого Станислава 3 степени с мечами и бантом (1909)
- Орден Святой Анны 3 степени (1912)
- Орден Святого Станислава 2 степени (1915)
- Орден Святой Анны 2 степени (1915)[1]
- Орден Святого Владимира 3 степени с мечами (1919)[2]

## Мнение современников
Генерал Сергей Щепихин оставил следующую характеристику Николаю Тимофеевичу:
человек не глупый, хороший математик и усидчивый, но большой кунктатор [медлительный человек], без темперамента, без фантазии, даже суховатый. Ему по существу надо быть на штабных должностях большого штаба. Но организатор, особенно по готовым трафаретам, он был недурной...

## Семья
Брат: Александр Тимофеевич Сукин (1887—1938) — генерал-майор, командир Оренбургского 11-го казачьего полка (1918—1920).
На 1914 год Николай Сукин был женат; имел одного ребёнка — дочь:
Сукин с женой, весьма непрозрачно державшей его под каблуком, жил недалеко от штаба...